# کاهی

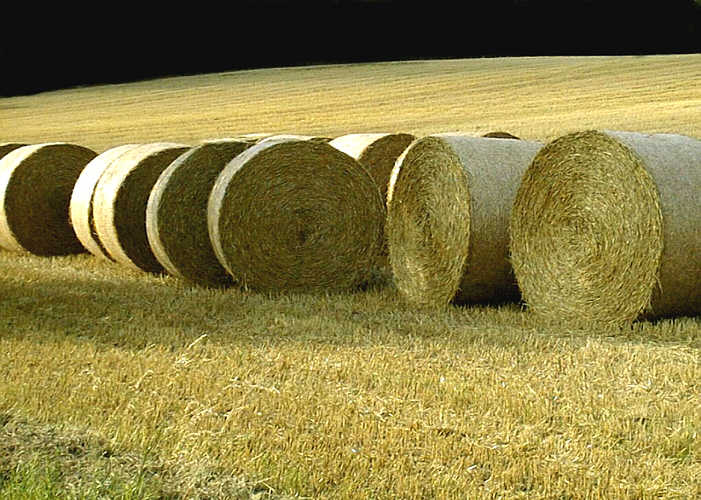
عدل‌های گرد بزرگ کاه

کاهی یک تُن رنگ‌پریده از رنگ زرد است. رنگ کاهی از کلمه لاتین stramineus با همین معنی اغلب در توصیف طبیعت استفاده می‌شود.
نخستین استفاده ثبت‌شده از کاهی به عنوان نام یک رنگ در انگلیسی در ۱۵۸۹ بود.

## کاهی در طبیعت
نام رنگ کاهی به عنوان صفت در نام پرندگان و سایر جانوران با چنین رنگ‌آمیزی برای توصیف ظاهری آنها استفاده می‌شود، از جمله:

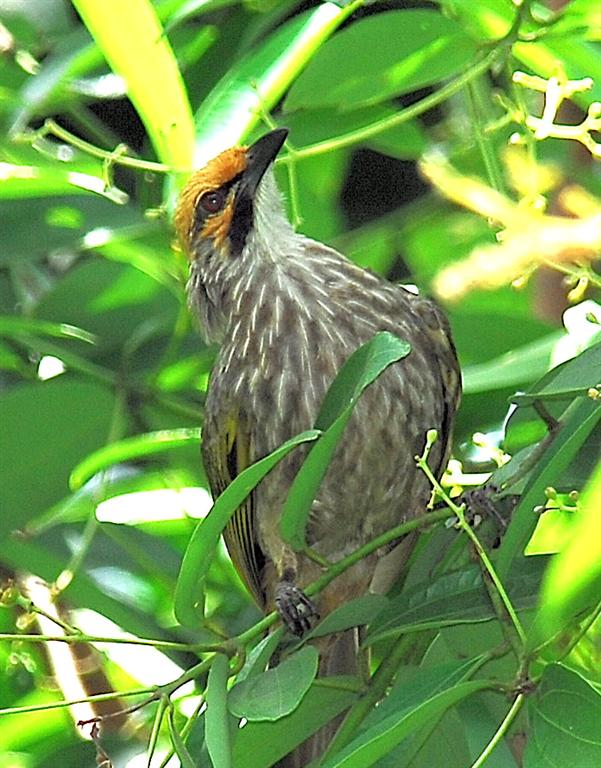
بلبل سرکاهی

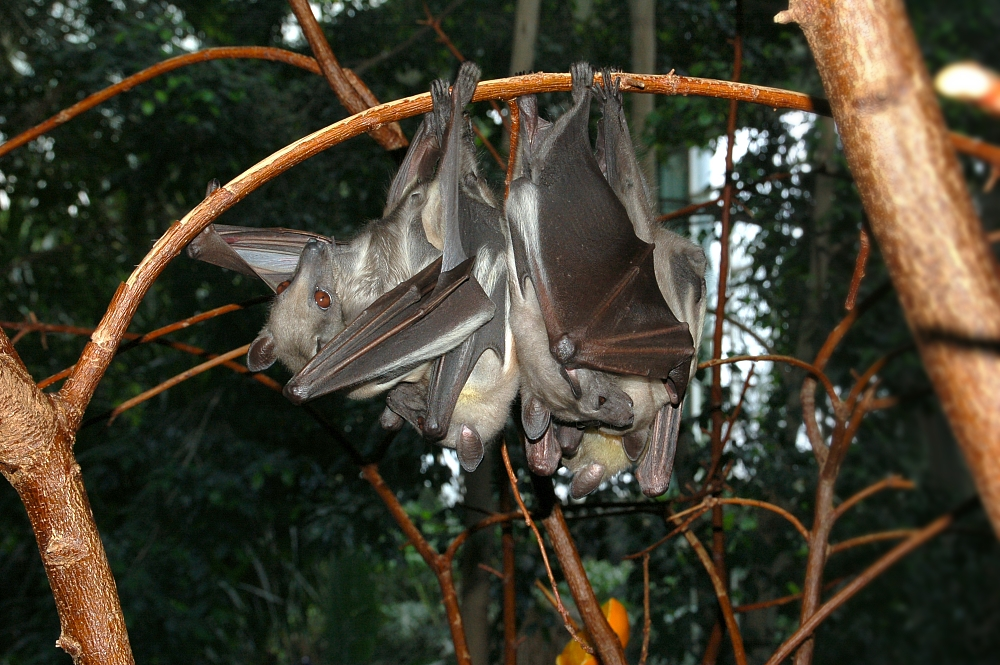
خفاش میوه‌خوار کاهی‌رنگ

- فرخنده پشت‌کاهی
- بلبل سرکاهی
- نیلی‌مرغ دم‌کاهی

- خفاش میوه‌خوار کاهی‌رنگ
- موش برنجی کوتوله کاهی‌رنگ
- پلاسمای خون نیز به رنگ کاهی است.